# Alternanthera martii
Alternanthera martii é uma espécie de planta herbácea da família Amaranthaceae, endêmica do Brasil. É uma planta adaptada a ambientes úmidos e ribeirinhos, ocorrendo em diversos biomas brasileiros. O nome da espécie é uma homenagem ao botânico alemão Carl Friedrich Philipp von Martius, que realizou extensas expedições pelo Brasil no século XIX.

## Descrição
Alternanthera martii é uma planta herbácea perene, com caules decumbentes (prostrados) ou ascendentes, que podem se enraizar nos nós inferiores. Os caules são geralmente ramificados e podem formar extensas colônias. As folhas são opostas, com pecíolos curtos, e lâminas foliares de formato que varia de lanceolado a ovado, com ápice agudo.
As inflorescências são do tipo capítulo, com formato globoso a cilíndrico, e se desenvolvem nas axilas das folhas, geralmente sésseis (sem pedúnculo). São compostas por flores diminutas, de coloração branca ou creme, densamente agrupadas e protegidas por brácteas e bractéolas papiráceas.

## Distribuição e habitat
A espécie é endêmica do Brasil e possui uma ampla distribuição pelo território nacional. Sua ocorrência é confirmada em quase todos os estados e biomas, incluindo a Amazônia, Caatinga, Cerrado, Mata Atlântica, Pampa e Pantanal. No estado do Maranhão, A. martii é encontrada em áreas de vegetação associadas a corpos d'água, como margens de rios e lagos, em diferentes bacias hidrográficas do estado.
Seu habitat característico são as áreas úmidas e brejosas, como as margens de rios, córregos, lagos e lagoas. É uma planta que tolera o encharcamento do solo, sendo considerada uma espécie ribeirinha e palustre.

## Biologia e ecologia
Alternanthera martii desempenha um papel ecológico importante na estabilização de margens de rios, ajudando a prevenir a erosão com seu sistema radicular e crescimento denso. Suas flores, embora pequenas, atraem pequenos insetos polinizadores. A dispersão de suas sementes pode ocorrer pela água (hidrocoria) ou pelo vento (anemocoria).
A espécie é uma fonte de alimento para diversos herbívoros e contribui para a estruturação de comunidades vegetais em ambientes úmidos, servindo de abrigo para pequenos animais e insetos.

## Estado de conservação
A espécie Não foi Avaliada (NE) pela União Internacional para a Conservação da Natureza (IUCN). Devido à sua distribuição muito ampla por todo o Brasil e por ocorrer em uma grande variedade de habitats úmidos, não é considerada uma espécie em risco de extinção. No entanto, a degradação de habitats ripários e a poluição de rios e lagos podem afetar negativamente suas populações em escala local.